# Vodni stolp (Maribor)
Vodni stolp w Mariborze (słoweń. Vodni stolp) – dawna  wieża warowna w mieście Maribor w Słowenii. Wieża stoi bezpośrednio nad rzeką Drawą i pochodzi z 1555 roku. Ma kształt pięciokąta i została zbudowana z masywnych kamiennych bloków z ambrazurami. Powstała, aby zabezpieczyć od strony rzeki południowo-wschodnią część murów miasta Maribor.  

## Historia
Do drugiej połowy XVI wieku południową część murów  Mariboru strzegły dwie okrągłe strażnice, które potem zostały zastąpione przez Židovski stolp  i Smodniški stolp. Około 1555 roku podjęto decyzję o rozbudowie fortyfikacji miasta, aby ochronić port miejski przed najazdami tureckimi. Pracami kierowali włoscy budowniczowie: bracia Domenico i Andrea dell' Allia, Valentin Treveno i Pietro Antonio de Pigrato. Wznieśli oni na Drawie dwa bastiony: wieżę Mariborske Benetke na zachodzie i Vodni stolp na wschodzie.  

### Przeniesienie wieży
W 1960 roku na rzece Drawie została zbudowana Elektrownia wodna Zlatoličje, powodując podniesienie się poziomu wody. Znaczna część starego miasta Maribor miała zostać zatopiona w powstałym zbiorniku retencyjnym, w tym Vodni stolp, którą planowano wpierw rozebrać, aby nie stanowiła zagrożenia dla żeglugi. 

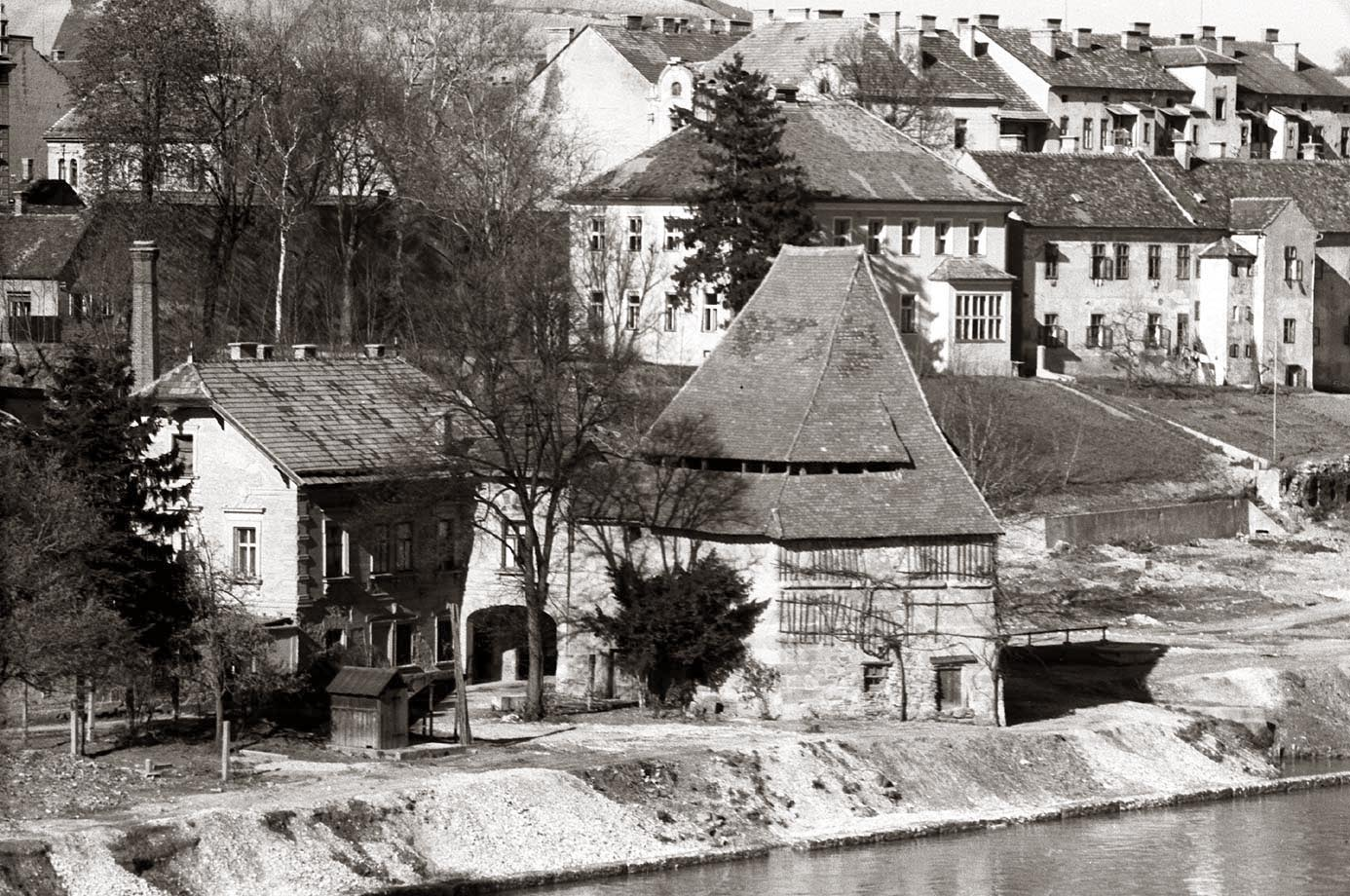
Zdjęcie wieży z 1956 roku.

W latach 1966–1967 zburzono wieżę Mariborske Benetke i wiele średniowiecznych domów nad brzegiem rzeki, ale położenie wieży vodni stolp sprawiło, że znaleziono sposób jej uratowania. Jej istnienie zawdzięczamy Jože Požaukowi (1908–1995), który kierował projektem jej przeniesienia. Prace rozpoczęto 21 grudnia 1967 i do lipca 1968 roku i wieżę ważącą 1500 ton podniesiono o 2,6 metra. Całość prac wykonała firma Tehnogradnje Maribor.  

### Wykorzystanie wieży
Obecnie(2020) w wieży mieści się sklep z winami, który specjalizuje się w najwyższej jakości słoweńskich winach. Jest to najstarsza piwnica win w Słowenii i znajduje się w centrum dzisiejszego Mariboru. Sklep znajduje się na parterze, a na najwyższym piętrze wieży znajduje się duża, okrągła sala z wysokim sufitem, przypominająca średniowieczną salę bankietową, gdzie można degustować wina. Obok budynku oddalonego o kilkaset metrów można zobaczyć najstarszą winorośl w Mariborze.